# Casa Casanovas (Barcelona)
La casa Casanovas és un edifici situat als carrers dels Flassaders, 32 i de la Cirera, 9-11 de Barcelona, catalogat com a bé cultural d'interès local.

## Història
Natural de Lloret de Mar, Josep Casanovas i Macaya comerciava amb les Antilles, especialment Puerto Rico, i es va casar amb Francesca Terrats i Terrats, amb qui tingué una filla, Emília Casanovas i Terrats (1851-1885). Poc després, va adquirir una finca al barri de Santa Maria del Mar i el 1852 va encarregar el projecte d'un nou edifici a l'arquitecte Francesc Vila.

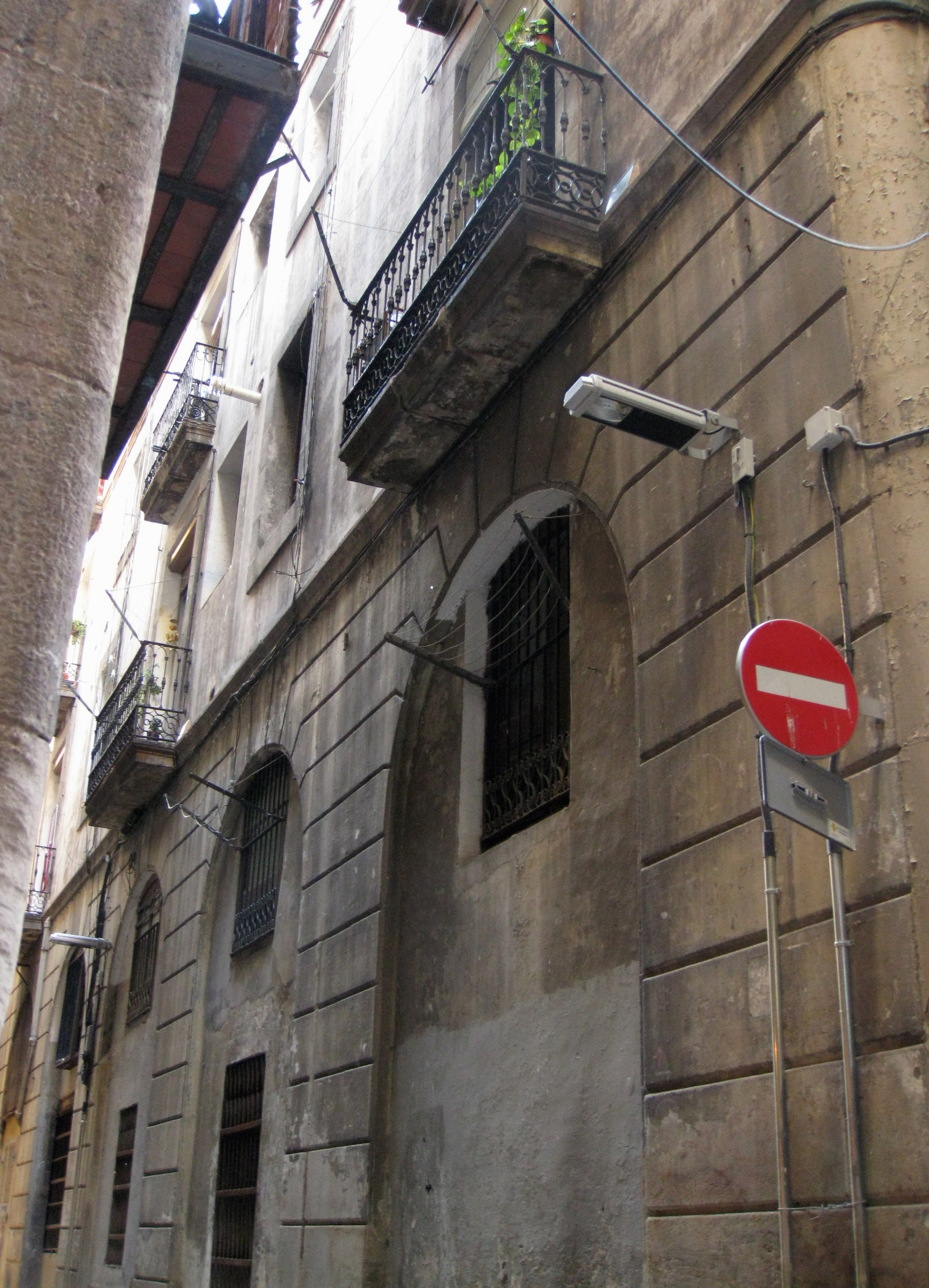
Façana del carrer de la Cirera

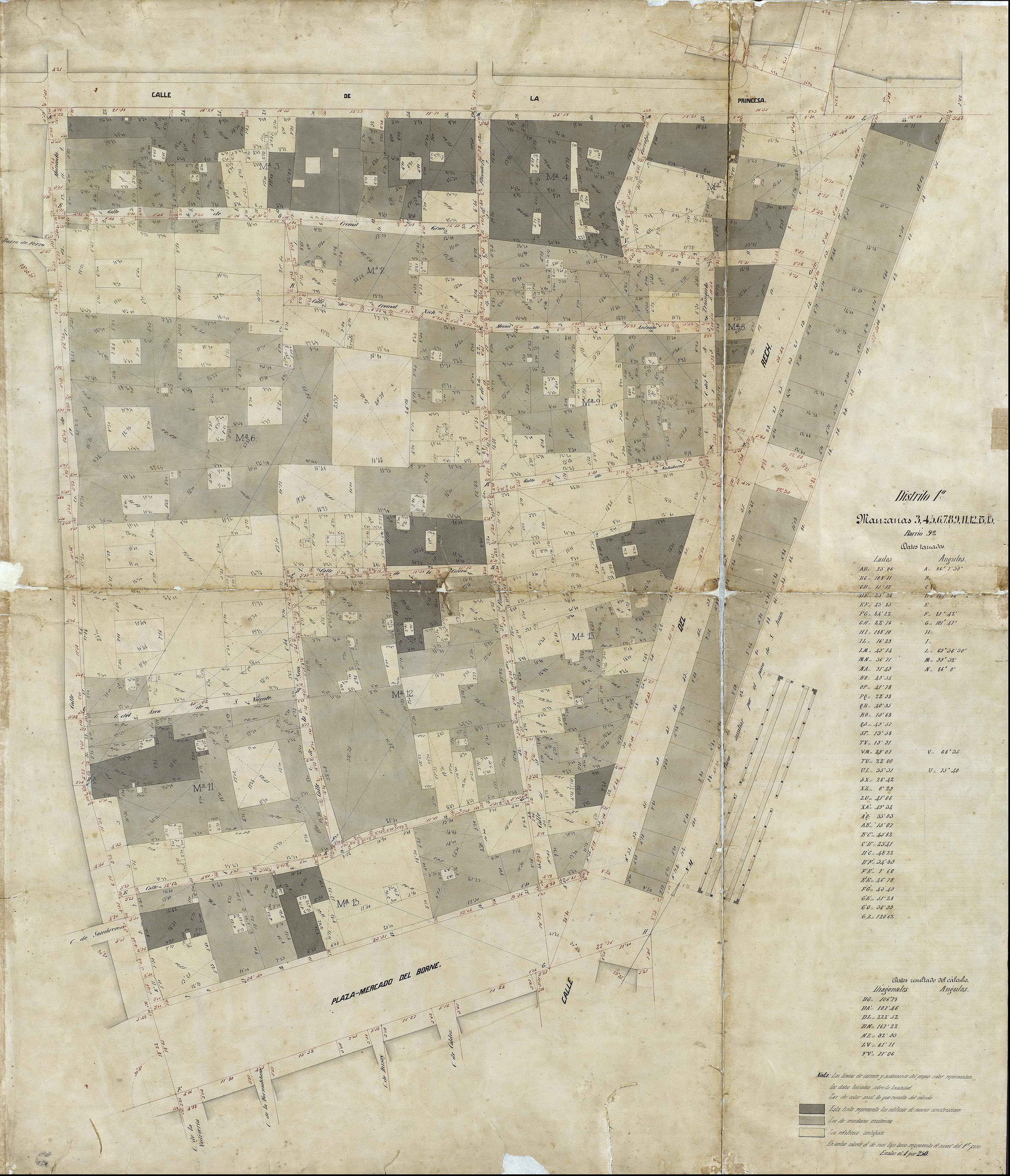
Quarteró núm. 15 de Garriga i Roca (c. 1860)

## Descripció
Consta de planta baixa, entresol i quatre pisos. Als baixos hi ha obertures d'arc de mig punt que inclouen l'entresol (on hi ha balcons ampitats), entre les quals es troba un curiós disseny geomètric gravat a la pedra, just sobre l'entrada de veïns. Al mateix eix vertical, entre els pisos primer i segon, hi ha un plafó de terracota amb una representació sobre la dansarina alada.